# Drago Grubelnik
Drago Grubelnik (Radlje ob Dravi, 15 gennaio 1976 – Sölden, 17 novembre 2015) è stato uno sciatore alpino e allenatore di sci alpino sloveno, specialista dello slalom speciale.

## Biografia

### Carriera sciistica

#### Stagioni 1993-1999
Grubelnik, originario di Ribnica na Pohorju, debuttò in campo internazionale in occasione dei Mondiali juniores di Montecampione/Colere 1993; esordì in Coppa Europa il 5 dicembre 1994 a Geilo/Hemsedal (31º in slalom speciale) e in Coppa del Mondo il 27 ottobre 1996 nello slalom gigante di Sölden, senza qualificarsi alla seconda manche. Alla fine della stessa stagione ottenne i primi punti nel massimo circuito internazionale, con il 27º posto nello slalom gigante di Shigakōgen dell'8 marzo.
Esordì ai Giochi olimpici invernali a Nagano 1998, senza completare la prova di slalom speciale; nella stagione successiva ottenne i suoi migliori risultati in Coppa Europa, con il 3º posto nello slalom speciale di Obereggen del 16 dicembre e la vittoria in quello di Adelboden del 15 gennaio: i due piazzamenti sarebbero rimasti gli unici podi conquistati in carriera da Grubelnik nel circuito continentale. Debuttò quindi ai Campionati mondiali in occasione della rassegna iridata di Vail/Beaver Creek 1999, dove fu 21º nello slalom gigante e non concluse lo slalom speciale.

#### Stagioni 2000-2008
Conquistò il suo unico podio in Coppa del Mondo grazie al 3º posto, dietro ai norvegesi Kjetil André Aamodt e Ole Kristian Furuseth, del 16 gennaio 2000 nello slalom speciale disputato sulle nevi di Wengen. Ai XIX Giochi olimpici invernali di Salt Lake City 2002 non terminò  la prova di slalom speciale, mentre l'anno dopo ai Mondiali di Sankt Moritz 2003, sua ultima presenza iridata, fu 18º nella medesima specialità.
Dopo aver preso ancora parte ai XX Giochi olimpici invernali di Torino 2006, ottenendo il miglior piazzamento olimpico della sua carriera (13º nello slalom speciale), al termine della stagione successiva abbandonò sia la Coppa del Mondo (fu per l'ultima volta al via nello slalom speciale del 4 marzo 2007 a Kranjska Gora, quando non completò la prima manche), sia la Coppa Europa (con lo slalom speciale di Madesimo/Campodolcino del 15 marzo, non terminato). Prese ancora parte a prove minori (gare FIS, campionati nazionali) fino al definitivo ritiro, avvenuto nel marzo del 2008.

### Carriera da allenatore
Cessata l'attività agonistica, nel 2013 aveva assunto la guida tecnica della nazionale di sci alpino della Bulgaria maschile; morì nel 2015, all'età di 39 anni, vittima di un incidente stradale a Sölden.

## Palmarès

### Coppa del Mondo
- Miglior piazzamento in classifica generale: 43º nel 1999
- 1 podio:
  - 1 terzo posto

### Coppa Europa
- Miglior piazzamento in classifica generale: 35º nel 1999
- 2 podi:
  - 1 vittoria
  - 1 terzo posto

#### Coppa Europa - vittorie
| Data            | Località  | Paese    | Specialità |
| --------------- | --------- | -------- | ---------- |
| 15 gennaio 1999 | Adelboden | Svizzera | SL         |

Legenda:

SL = slalom speciale

### Nor-Am Cup
- Miglior piazzamento in classifica generale: 48º nel 1999
- 1 podio:
  - 1 terzo posto

### Campionati sloveni
- 6 medaglie (dati parziali fino alla stagione 1994-1995)[2]:
  - 1 oro (combinata nel 1998)
  - 3 argenti (discesa libera nel 1996; slalom speciale nel 1998; slalom speciale nel 2000)
  - 2 bronzi (slalom gigante nel 1996; slalom gigante nel 1997)